# 宏克力駅
宏克力駅（ほうこくり-えき）は、中華人民共和国黒竜江省ハルビン市依蘭県宏克力鎮に位置する哈佳線の駅。2018年9月30日に開業した。中国鉄路ハルビン局集団有限公司の管轄となっている。

## 歴史
- 2018年9月30日 - 開業。

## 隣の駅
- 哈佳線
  - 依蘭駅 - 宏克力駅 - 興華駅

## 参考資料
1. ↑  「哈尔滨依兰县进入高铁时代 助推县域全面振兴发展」。2018年9月30日閲覧。{{cite web ja}}:  CS1メンテナンス: 先頭の0を省略したymd形式の日付 (カテゴリ)
2. ↑  「哈佳高铁来了！到依兰跑马更便捷」。2018年9月30日閲覧。{{cite web ja}}:  CS1メンテナンス: 先頭の0を省略したymd形式の日付 (カテゴリ)